# Classificatie van eindige enkelvoudige groepen
In de groepentheorie, een deelgebied van de wiskunde, gelooft men dat de classificatiestelling van de eindige enkelvoudige groepen, ook wel de enorme stelling genoemd, alle eindige enkelvoudige groepen classificeert. Deze groepen kunnen worden gezien als de basisbouwstenen van alle eindige groepen, op ongeveer dezelfde manier als de priemgetallen de elementaire bouwstenen zijn van de natuurlijke getallen. De stelling van Jordan-Hölder is een meer precieze manier om dit feit over eindige groepen te stellen.
De "stelling" is vooral een handige manier om een grote hoeveelheid van wiskundige artikelen te beschrijven. Deze bestaat uit tienduizenden pagina's in zeker 500 artikelen in wiskundige tijdschriften door ongeveer 100 auteurs. Deze artikelen werden tussen 1955 en 1983 gepubliceerd. Er is enige controverse over de vraag of het uit deze artikelen voortvloeiende bewijs, gezien de lengte en complexiteit, volledig en juist is.

## De classificatiestelling
Stelling. Elke eindige enkelvoudige groep is een van de 26 sporadische enkelvoudige groepen of behoort (op isomorfisme na) tot ten minste een van de drie onderstaande oneindige families:
- de cyclische groepen met orde priem;
- de alternerende groepen van ten minste graad 5;
- de enkelvoudige lie-groepen, met inbegrip van zowel:
  - de klassieke lie-groepen, namelijk de groepen van projectieve speciale lineaire, unitaire, symplectische of orthogonale transformaties over een eindig veld;
  - de uitzonderlijke en gedraaide groepen van het lie-type (met inbegrip van de tits-groep).

Sommigen beschouwen de tits-groep als een 27ste sporadische groep, omdat het niet strikt een groep van het lie-type is, maar dit verschil heeft geen invloed op de classificatiestelling.
De eerste sporadische groepen die ontdekt werden, waren de vijf Mathieu-groepen die in de jaren 1860 ontdekt werden door Émile Mathieu. De overige 21 sporadische groepen werden tussen 1965 en 1975 gevonden. 20 van de 26 sporadische groepen vormen drie families (waarvan een de familie van de Mathieu-groepen is) en zijn deelgroepen van deelquotiënten van de Monstergroep, de sporadische groep met de grootste orde. De overige zes sporadische groepen trotseren classificatie en worden "paria's" genoemd.
De classificatiestelling vindt wijdverbreide toepassingen in vele deelgebieden van de wiskunde, aangezien vragen over de structuur van eindige groepen (en hun "acties" op andere wiskundige objecten) vaak kunnen worden gereduceerd tot vragen over eindige enkelvoudige groepen. Dankzij de classificiatiestelling kunnen dergelijke vragen vaak beantwoord worden door slechts een eindig aantal configuraties te onderzoeken. In het bijzonder kan elk van de oneindige families vaak worden afgedaan door een enkel argument.

## Twijfels over het bewijs
Er blijft enige twijfel over de vraag of een bewijs, verdeeld over ongeveer 500 artikelen, wel juist en volledig kan zijn, en deze twijfels bleken gerechtvaardigd toen er gaten in de argumentatie werden gevonden. Wel is het zo dat men alle tot nu toe bekende lacunes steeds heeft kunnen repareren. Delen van het vermeende bewijs blijven tot op heden echter ongepubliceerd. Jean-Pierre Serre is een bekende scepticus met betrekking tot het geclaimde bewijs van deze enorme stelling.
Sinds meer dan een decennium wisten experts dat er een "serieus gat" (volgens Michael Aschbacher) zat in Geoff Masons ongepubliceerde classificatie van quasidunne groepen. Daniel Gorensteins aankondiging uit 1983 dat de eindige enkelvoudige groepen nu alle waren geclassificeerd, was gedeeltelijk op zijn geloof gebaseerd dat de classificatie van de quasidunne groepen was afgerond. Aschbacher en Smith vulden dit hiaat in 2004. Aschbacher en Steve Smith hebben een nieuw bewijs voor de quasidunne groepen gepubliceerd. Dit bewijs bestaat uit 1300 pagina's en vult twee boeken.

## Voetnoten
1. ↑  (en)  Interview met Jean-Pierre Serre
2. ↑  (en)  Theorie van eindige enkelvoudige groepen, door Gerhard Michler, Cambridge University Press, Cambridge, 2006, ISBN 978-0-521-86625-5